# Kalven (Stensele socken, Lappland, 723336-155728)
Kalven är en sjö i Storumans kommun i Lappland och ingår i Umeälvens huvudavrinningsområde. Sjön har en area på 0,151 kvadratkilometer och ligger 385,4 meter över havet. Sjön avvattnas av vattendraget Laisbäcken (Sörlidbäcken).

## Delavrinningsområde
Kalven ingår i det delavrinningsområde (723343-155714) som SMHI kallar för Mynnar i Storuman. Medelhöjden är 390 meter över havet och ytan är 1,38 kvadratkilometer. Räknas de 6 avrinningsområdena uppströms in blir den ackumulerade arean 115,7 kvadratkilometer. Laisbäcken (Sörlidbäcken) som avvattnar avrinningsområdet har biflödesordning 2, vilket innebär att vattnet flödar genom totalt 2 vattendrag innan det når havet efter 268 kilometer. Avrinningsområdet består mestadels av skog (90 procent). Avrinningsområdet har 0,15 kvadratkilometer vattenytor vilket ger det en sjöprocent på 10,8 procent.